# زرتو بايين (غهرة)
زرتو بایین (بالفارسية: زرتو پایین) هي قرية تقع في إيران في قسم غهرة الريفي. يقدر عدد سكانها بـ 31 نسمة .